# 백은영
백은영(1973년 10월 22일 ~ )은 대한민국의 아리랑 TV 아나운서 출신 방송인이다.

## 생애
백은영은 1973년 10월 22일, 서울에서 출생하였고 1996년 아리랑 TV 입사를 데뷔하고 2011년 프리랜서 방송인이 되었다.

## 경력
- 1982년: 미국 이민
- 1996년: 아리랑 TV 입사, 기자, 뉴스 앵커

### 방송
- 2002년: 월드사이버게임즈2002 진행
- 2002년 ~ 2005년: 아리랑 TV quiz show the Contenders 진행
- 2005년 ~ 2010년: 아리랑 라디오 WORLD CAFE 진행